# (42191) Thurmann
(42191) Thurmann ist ein Asteroid des Hauptgürtels, der am 14. Februar 2001 am Jura-Observatorium (IAU-Code 185) in Vicques im Kanton Jura entdeckt wurde.
Der Asteroid wurde am 24. Juli 2002 nach dem französisch-schweizerischen Geologen und Botaniker Jules Thurmann (1804–1855) benannt, der ein Pionier der Erforschung der Geologie des Schweizer Jura war und 1832 dessen Natur als Faltengebirge erkannte.